# 八宝 (佛教)

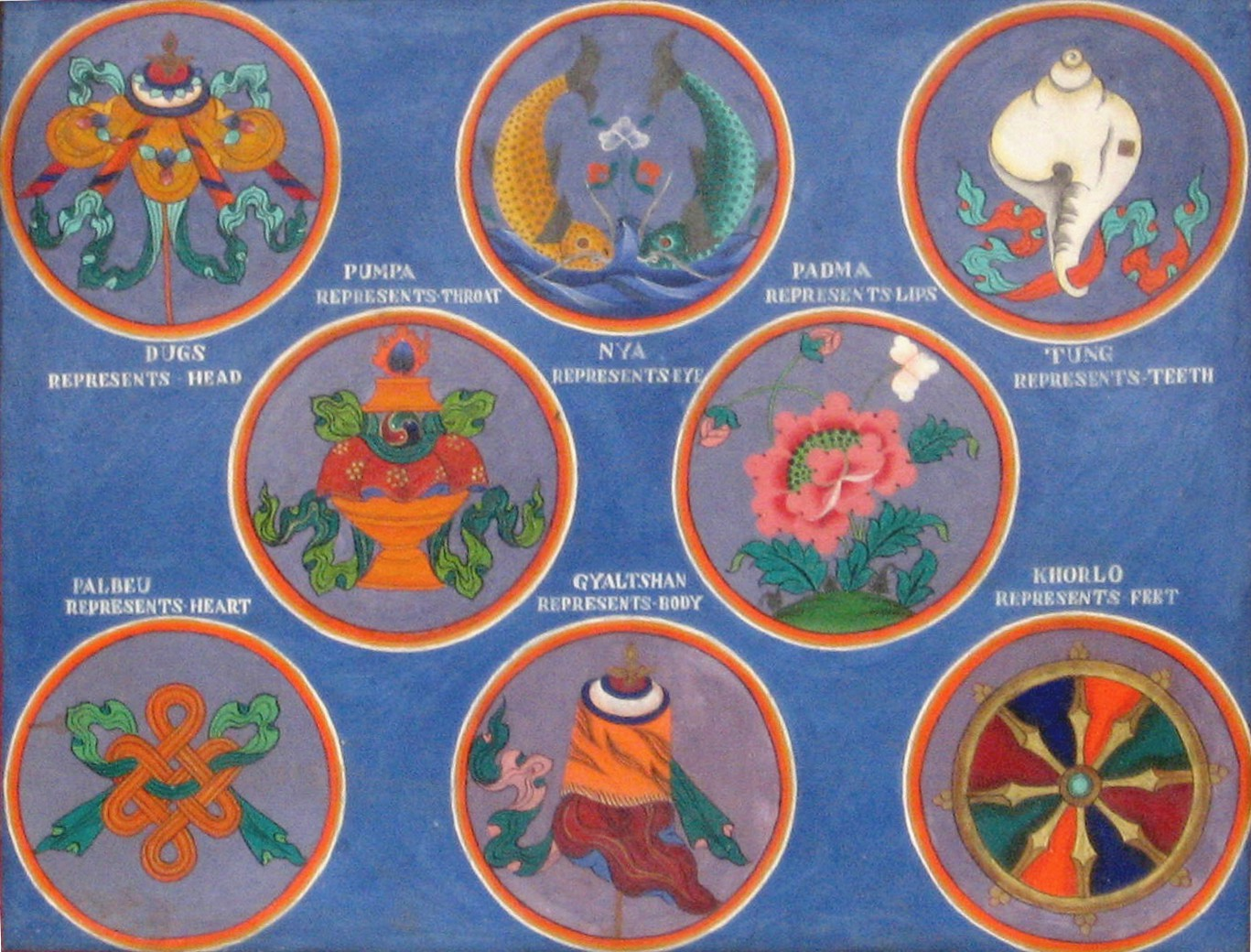
八吉祥，左上起為寶傘、金魚、法螺、寶瓶、蓮花、盤長、法幢、法輪。

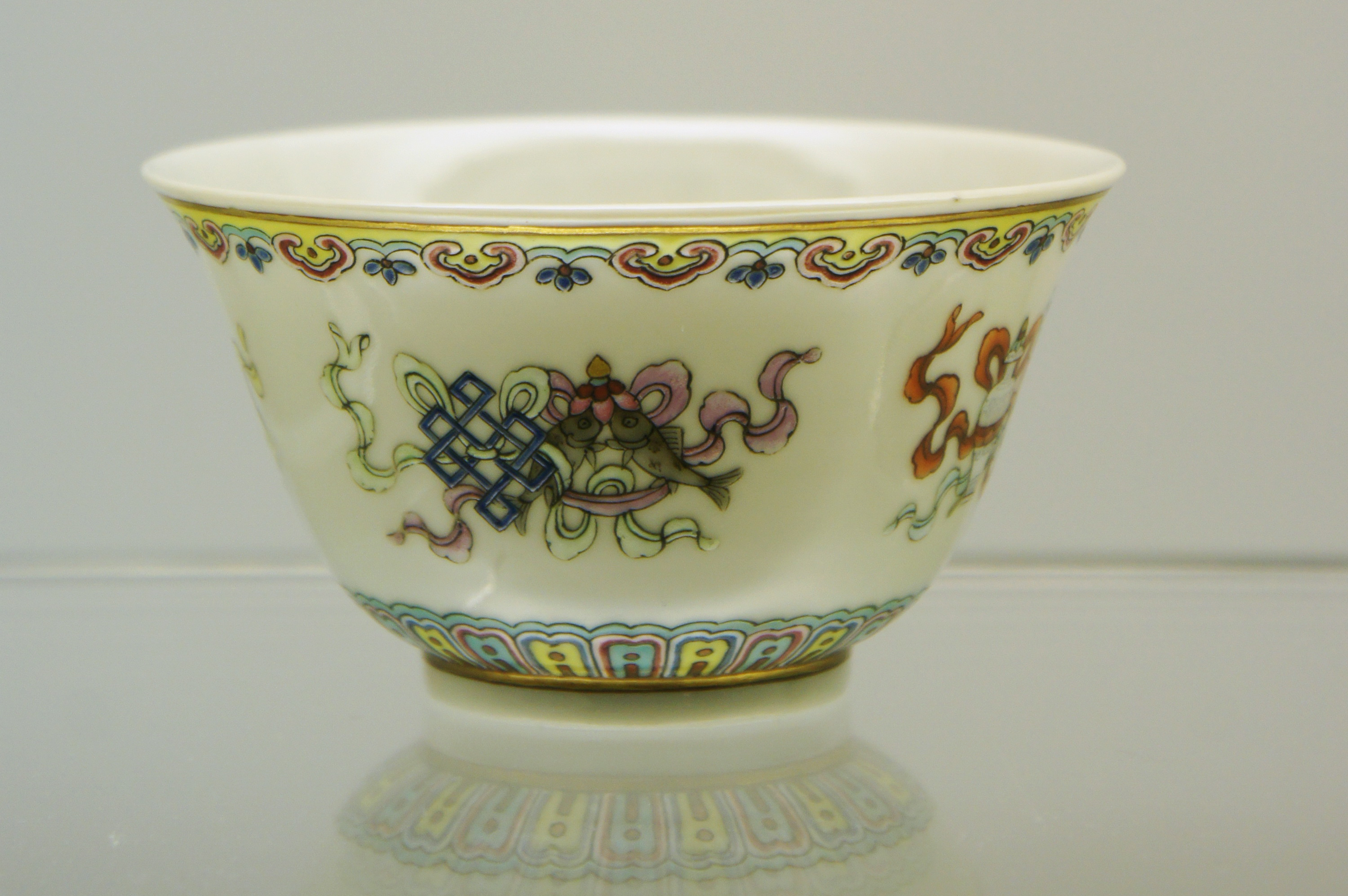
粉彩八吉祥紋碗 「大清嘉慶年製」款（香港藝術館藏品）

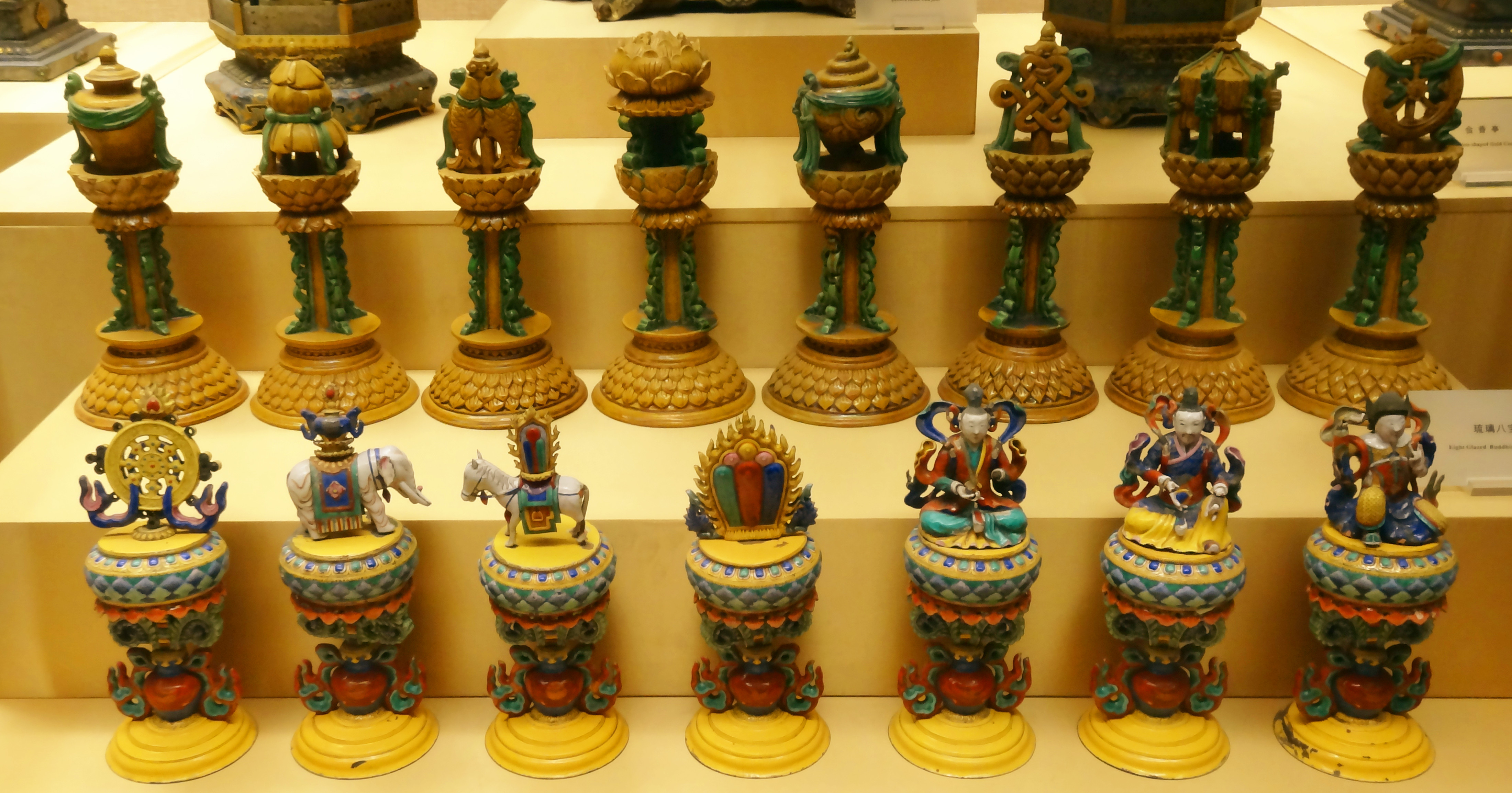
琉璃八宝，拍摄于洛阳博物馆

绘有八宝的太平军旗帜

佛门八宝，又称八吉祥（羅馬化：aṣṭa-maṅgala），藏语称“扎西达杰”（藏語：བཀྲ་ཤིས་རྟགས་བརྒྱད，威利转写：bkra shis rtags brgyad，THL：Zhaxi Dag'gyä，標準藏語发音：[tʂáɕitaʔ cɛ̀ʔ]）、藏八宝等，是佛教中象征吉祥的、圆满、幸福八件法物。

## 概述
- 法螺
- 室利靺蹉（吉祥犢），即盘长
- 双鱼
- 莲花
- 宝瓶
- 伞盖
- 法轮
- 法幢

这八种吉祥法宝包括：
1. 法轮（Cakra），简称輪。「法輪」比喻佛陀的教法；「轉法輪」則指宣說佛法，度化眾生。因為「輪」有三義：  1. 運載義，佛法如車乘，能運載眾生橫度煩惱中流，直登涅槃彼岸。
  2. 摧碾義，即佛法的智慧能摧破眾生的無明煩惱，令其超凡入聖，成就出世聖果，猶如轉輪聖王的輪寶，能制伏四方。
  3. 圓滿義，因佛所說的教法圓滿無缺，因此以輪的圓滿為比喻。
法輪也代表佛的手足，佛陀手足有千輻輪相，表示佛常轉法輪，廣度眾生。輪輻數量意含佛陀所教示的修行法門：四輻表四諦、六輻表六波羅密、八輻表八正道、十二輻表十二因緣……輪中若無任何輻條，則象徵清淨圓滿的大圓鏡智。《大智度論》云：「佛轉法輪，一切世間天及人中無礙、無遮……遇佛法輪，一切煩惱毒皆滅。」若能敬心奉持法輪所代表之法義，必得辯才無礙，善慧成就，身心清明，得大自在。
2. 宝螺（英语：Shankha）（śaṅkha），简称螺，也叫右旋海螺，法螺。法螺又稱寶螺、金剛螺、法蠡。法螺原是於山中修行時，為避免猛獸追逐的重要用具之一，後作為古印度征戰的號角。因其聲徹遠方，故於寺院中作為召集僧眾的法器，至今沿用不衰。尤其是藏傳佛教寺院，僧舍遠近錯落，用法螺召集僧眾，聲聞數里，平時亦使用於法會。此外，佛教中多用右旋白螺，是為希有奇寶，喻正法殊勝難得、純淨之意。《法華經‧序品》云：「今佛世尊欲說大法，雨大法雨，吹大法螺……」以吹法螺之音聲悠揚遠播，來比喻佛陀法音宣流──佛說法之妙音圓通無礙，廣被大眾，遐邇皆聞；眾生聞已，隨根信解，能滅重罪或生善道。螺聲勇猛，亦表大法之威德。又，吹螺而號令三軍，用以譬喻法音警世，降伏眾魔，如《佛說無量壽經》云：「扣法鼓、吹法螺……常以法音覺諸世間。」
3. 法幢（dhvaja），简称幢，也叫寶幢。幢原為古印度王或大將所用的軍旗，征戰勝利時搖旗歡呼。後漸為佛教界採用，引申為佛法堅固不衰、能勝外道之意。此外，亦象徵佛陀為大法王，最為尊勝，以圓融無礙的妙法，調伏魔軍外道，得大勝利，令眾生淨除業障，離諸魔惱，究竟解脫。
4. 伞盖（Chatra，或ātapatrā），简称盖、伞，又稱寶蓋、華（花）蓋。傘，原是古代印度貴族和皇室的象徵，是貴族出巡時的儀仗器具；象徵佛法时则言張弛自如，遍覆眾生，使眾生免於苦惱、染垢，遠離一切魔障。《大寶積經》云：「是諸菩薩以法供養，皆各散花，奉事貢上密跡金剛力士。其所散花，化成華蓋，承佛威神，是諸華蓋，一切咸來，在於佛所……又其寶蓋住虛空中，當於佛上……」這段經文描述以寶蓋供養如來，表達誠敬皈命之意。
5. 莲花（Padma），也叫妙莲，简称花。蓮花生於淤泥而潔淨不染，代表眾生本具之清淨心。蓮花妙香廣布，常用以比喻佛菩薩的慈悲莊嚴、功行流布。又比喻佛出五濁惡世，如蓮出淤泥而不染，清淨莊嚴。《悲華經》及《妙法蓮華經》即以此花為經題。佛經中，蓮花略分為三種：  1. 缽頭摩華（梵名padma）：意譯為赤蓮花或黃蓮花。
  2. 優缽羅華（梵名utpala）：意譯為青蓮花。經典中以其葉形容佛眼之微妙；以其花形容佛口氣之香潔。
  3. 芬陀利華（梵名puṇḍarīka）：意譯為白蓮花。比喻將染污之煩惱昇華為清淨無垢之法性。
6. 宝瓶（nidhighaṭa，Kumbha，或Kalasha（英语：Kalasha）[4]），简称罐。寶瓶又稱德瓶、如意瓶。瓶中聚滿甘露，代表佛陀福智圓滿，口說妙法，能為眾生平息熱惱，消除災障，拔苦予樂；亦表徵佛陀教法圓滿無漏，法水常流。
7. 双鱼（Matsya[5]），简称鱼，金鱼（kanaka matsya，或suvarṇa matsya）、宝鱼或净鱼（gaura-matsya）。佛經記載，佛陀行菩薩道時，曾慈悲捨身為魚王，解救飢渴眾生，因此，將魚視為豐足、富裕的吉祥物。此外，魚於水中暢行無礙，意喻佛法超越世間，依之修行則自在闊達、究竟解脫。又魚眼常開，象徵佛陀慧眼時時慈顧眾生，永不捨離。魚眠不閉目，代表世尊因地修行精進不懈，永無停歇；亦如佛眼視眾生，無有疲厭。
8. 盘长（śrīvatsa），也叫吉祥结、吉祥犊、室利靺蹉，简称长。盤結又稱盤長、吉祥結、無盡意結。吉祥結是沒有開端和結尾、頭尾相連的結飾圖案，形式簡約，卻充分展現和諧之美。結構類似兩個卍字的交叉盤結，形狀迴旋盤繞、連綿不斷，代表佛心廣大，佛智圓滿，有如無始無終的無盡之紐。同時，也象徵佛法貫徹圓融，一切通明，無有止盡，具有正法久住的意義。

## 其他文化中的八吉祥

### 耆那教
在印度耆那教中，八吉祥也是宗教仪式中象征吉祥的宝物。这些物品见于1世纪的还愿碑和微型画，在今日耆那教仪式上仍然使用。
- 白衣派（英语：Śvētāmbara）八吉祥物通常是：卍字、室利靺蹉（胸前卷毛相、吉祥犢、盘长，被认为是卍字的一种原型）、喜旋相（英语：Nandavarta）（吉祥犢中的转动符，被认为是卍字的一种原型）、粉瓶（Vardhamāna）、宝座（Bhadrāsana）、满水盂（英语：Kalaśa）（盂罐）、宝镜（Darpaṇa）、双鱼相。
- 天衣派八吉祥物通常是：幢盖、宝伞、满水盂（英语：Kalaśa）（盂罐）、拂塵、宝镜（Darpaṇa）、宝座（Bhadrāsana）、宝扇、粉瓶（Vardhamāna）

### 印度教
在印度教中，八吉祥也是宗教仪式中象征吉祥的宝物。
- 第一种：狮子王、牛王（vr̩ṣabha）、那伽龙（蛇）、满水盂（英语：Kalaśa）（盂罐）、项链（vijayanti）、壶（bher）、宝扇、宝灯（dīpa）。
- 第二种：拂尘、满水盂（英语：Kalaśa）（盂罐）、宝镜（Darpaṇa）、象钩（英语：Elephant goad）、宝鼓、宝灯（dīpa）、宝幢、双鱼相

### 中国传统文化
中国八宝：寳珠、方勝、磬、犀角、雙錢、錠、珊瑚、如意。